# 櫛形町
櫛形町（くしがたまち）は、かつて山梨県中巨摩郡に存在した町。

## 地理
山梨県の中西部、中巨摩郡の中央部に位置。東西にやや長い町域で、西部は山麓地帯、東部は甲府盆地西端にあたる御勅使川扇状地の平野部。山地から台地、扇状地と地理的環境の異なる地域が含まれ、それぞれ伝統的生業が異なることから、山方、根方、原方と呼称される。櫛形山の山腹に立地する高尾は水利に乏しく山方と呼ばれ、山麓から市之瀬台地に立地する地域は根方と呼ばれた。御勅使川扇状地の原方は旧若草町域と合わせて「原七郷」と呼ばれる乾燥地域。

## 歴史
町域は地理的条件が多様であるため、各時代の考古遺跡が幅広く分布している。旧石器時代では長期的な生活跡は見られないが、市ノ瀬台地からはナイフ形石器や槍先形尖頭器が出土し、扇状地地域からは細石刃などが出土しており、台地から扇状地へ進出していったと考えられている。縄文時代の遺跡は数多く分布し、特に中期集落である鋳物師屋遺跡は円錐形土偶や人体文様付土器など精巧な遺物が出土した遺跡として知られている。
弥生時代には市ノ瀬台地上に六科丘遺跡や長田口遺跡など弥生集落が分布し、長田口遺跡からは東日本で類例の少ない内行花文鏡が出土している。古墳時代には甲府盆地南部の曽根丘陵（旧中道町域）において東海地方経由で古墳文化が流入し、甲斐銚子塚古墳を中心とする巨大古墳が造営されている。町域でも東海地方の影響が見られるS字甕が出土しており、5世紀以降には中道地域から古墳の造営が盆地各地に拡散し、町域にも5世紀前半の前方後円墳である物見塚古墳や、5世紀後半の円墳である六科丘古墳が分布している。
古代の律令制下では巨麻郡大井郷に比定されている。平安時代後期には甲府盆地各地へ甲斐源氏の勢力が進出するが、西郡では加々美荘（若草町）へ甲斐源氏の一族である加賀美遠光が進出し、遠光の次男・長清は小笠原荘へ拠り小笠原氏を称した。小笠原には鎌倉時代に町場も成立している。小笠原氏の一族は鎌倉幕府で重用されて甲斐を離れるが、町域に拠った武士団では小笠原氏の子孫で上野城を本拠とした上野氏がいる。南北朝時代には守護・武田氏の一族が大井荘へ進出し大井氏を称し、戦国時代には国人領主化して武田氏と対抗した。
平岡の尾根上には笹城跡がある。笹城は『甲斐国志』では「平岡ノ古阯」として記され「三ツ角判官ナル者ノ居阯」であったとする伝承を記している。さらに、笹城の東には「本城」が所在していたという。
近世には多様な生業が成立するものの総じて生産性は低く、行商特権を得ている地域もあった。原七郷地域では干魃による被害を受け、江戸時代には西郡地域における徳島堰の開削などが行われた。
1937年（昭和12年）4月、満州産業開発五カ年計画が開始されると町域の豊村がこれに応じ、1940年（昭和15年）には満州への入植が行われた。豊村からの入植者は分村設立を試みるが、1945年（昭和20年）8月の終戦直前に集団自決した。吉田の諏訪神社境内には慰霊碑が残されている。

### 沿革
- 1954年（昭和29年）4月1日 - 小笠原町・榊村・野之瀬村が新設合併して櫛形町が発足。
- 1957年（昭和32年）7月10日 - 大字山寺の一部を甲西町に編入。甲西町の一部（下宮地の一部）を編入。
- 1960年（昭和35年）4月1日 - 豊村を編入。
- 2003年（平成15年）4月1日 - 八田村・白根町・芦安村・若草町・甲西町と新設合併して南アルプス市が発足。同日櫛形町廃止。

## 交通

### 道路
高速道路
- 中部横断自動車道、新山梨環状道路
  - 南アルプスインターチェンジ

## 娯楽
- 小笠原座 - 劇場・映画館（1906年〜1960年代）
- 小笠原武蔵野館 - 劇場・映画館（〜1960年代）
- 小笠原中央座 - 劇場・映画館（1946年〜1960年代）

## 出身有名人
- 功刀亀内：豊村出身。郷土史家。
- 名取春仙
- 内藤多仲
- 村松栄紀